# Hohenleipisch
Hohenleipisch er en kommune i landkreis Elbe-Elster i den tyske delstat Brandenburg og tilhører Amt Plessa.